# مقارن القطاع الخاص

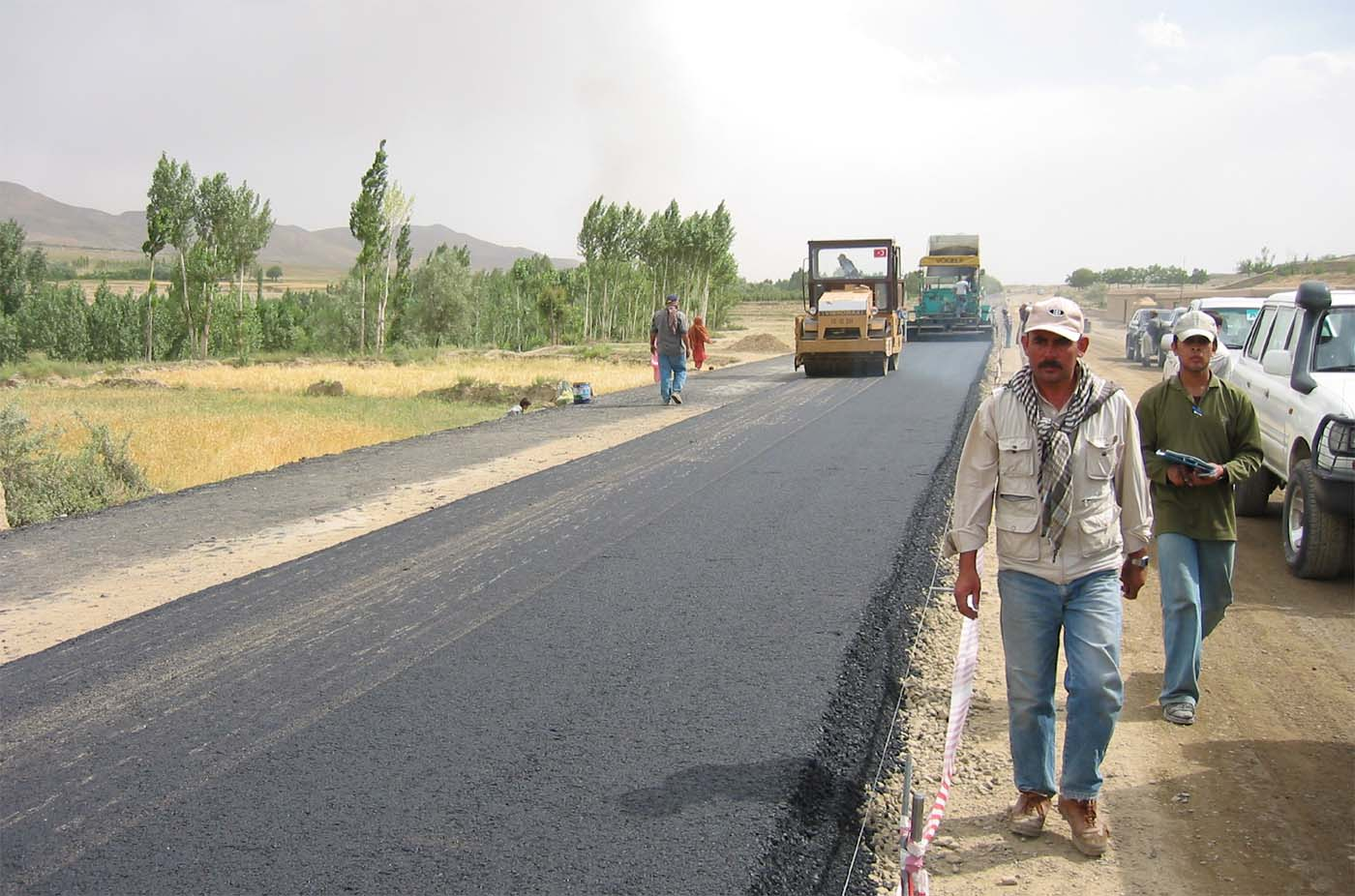

في الإدارة العامة، يشير مصطلح مقارن القطاع الخاص (PSC) إلى الأداة التي تستخدمها الحكومات من أجل تحديد المورد الأنسب للخدمات والمشاريع العامة. يعتمد PSC UGN تقدير التكلفة التي ستتحملها الحكومة اذا قامت بتقديم الخدمة بنفسها،مقارنةً بالتكلفة المقترحة من القطاع الخاص.ويوفر البنك الدولي تعريفًا خاصًا به لهذا المصطلح حيث يستخدم «من قبل الحكومات لاتخاذ القرارات من خلال اختبار ما إذا كان عرض الاستثمار الخاص يوفر القيمة من الناحية المالية مقارنة بأكثر وسائل الشراء العامة فاعليةً.» وبصفة عامة، يسمح مقارن القطاع الخاص للحكومات بتحديد ما إذا كان بإمكان شراكة القطاع العام-الخاص أو أي ترتيب آخر تحقيق المزيد من التوفير في التكلفة. ويستخدم مقارن القطاع الخاص في أغلب الأحوال في المملكة المتحدة وفي أستراليا وهونغ كونغ وكندا.

## أهمية PSC في الإدارة العامة
- تحقيق الكفاءة المالية: عبر مقارنة التكاليف بين القطاعين العام والخاص، تضمن الحكومات اختيار الخيار الأكثر توفيراً.
- تعزيز الشفافية: يساهم PSC في تعزيز المساءلة والوضوح في اتخاذ قرارات الاستثمار.
- تحسين جودة الخدمات: غالباً ما يُظهر القطاع الخاص كفاءة أكبر في تقديم الخدمات مقارنة بالقطاع العام.
- دعم شراكات القطاع العام-الخاص (PPPs): يحدد PSC متى يكون التعاون مع القطاع الخاص هو الخيار الأمثل لتحقيق التوفير والجودة.[1][2]

## أمثلة عملية لتطبيق PSC
- المملكة المتحدة:  في المملكة المتحدة، يُستخدم PSC على نطاق واسع في مشاريع البنية التحتية، مثل بناء المستشفيات والمدارس. أظهرت الدراسات أن تطبيق PSC ساهم في خفض التكاليف بنسبة تصل إلى 15% في بعض المشاريع الكبرى.[3]
- أستراليا:  تعد أستراليا من أوائل الدول التي اعتمدت PSC كأداة معيارية لتقييم عروض الشراكة بين القطاعين العام والخاص. ساهمت الأداة في تحسين الكفاءة التشغيلية لمشاريع النقل والطاقة.
- كندا:  في كندا، تُستخدم PSC لتقييم مشاريع النقل والبنية التحتية. على سبيل المثال، استخدم مشروع مترو فانكوفر PSC لتحديد جدوى الاستثمار الخاص مقابل التمويل الحكومي.[4]
- المملكة العربية السعودية:  في المملكة العربية السعودية، يُستخدم PSC في مشاريع كبيرة للبنية التحتية مثل تطوير شبكة القطارات والمشاريع الإسكانية. على سبيل المثال، ساعدت أداة PSC في تحسين الكفاءة وتقليل التكاليف في مشروع قطار الرياض، حيث تم تقييم خيار الشراكة بين القطاعين العام والخاص كأفضل خيار لتنفيذ المشروع بتكلفة أقل وجودة أعلى.[5]
- دول أخرى:  في دول أوروبية مثل ألمانيا وفرنسا، يُستخدم PSC بشكل محدود ولكن فعّال في مشاريع مثل السكك الحديدية السريعة والمطارات، مما يعزز الكفاءة المالية ويحقق منافع مجتمعية أوسع.